# 高昌和平王
高昌和平王（?—?），佚名，麴玄喜子，為古高昌國的君主，屬麴氏高昌之列，他於550年至555年在位。年号有和平。